# Xanthoparmelia karoo
Xanthoparmelia karoo är en lavart som beskrevs av M. D. E. Knox & Brusse. Xanthoparmelia karoo ingår i släktet Xanthoparmelia och familjen Parmeliaceae.   Inga underarter finns listade i Catalogue of Life.